# Coccocarpia neglecta
Coccocarpia neglecta är en lavart som beskrevs av Aptroot & Lücking. Coccocarpia neglecta ingår i släktet Coccocarpia och familjen Coccocarpiaceae.   Inga underarter finns listade i Catalogue of Life.